# Heinrich V. von Weilnau

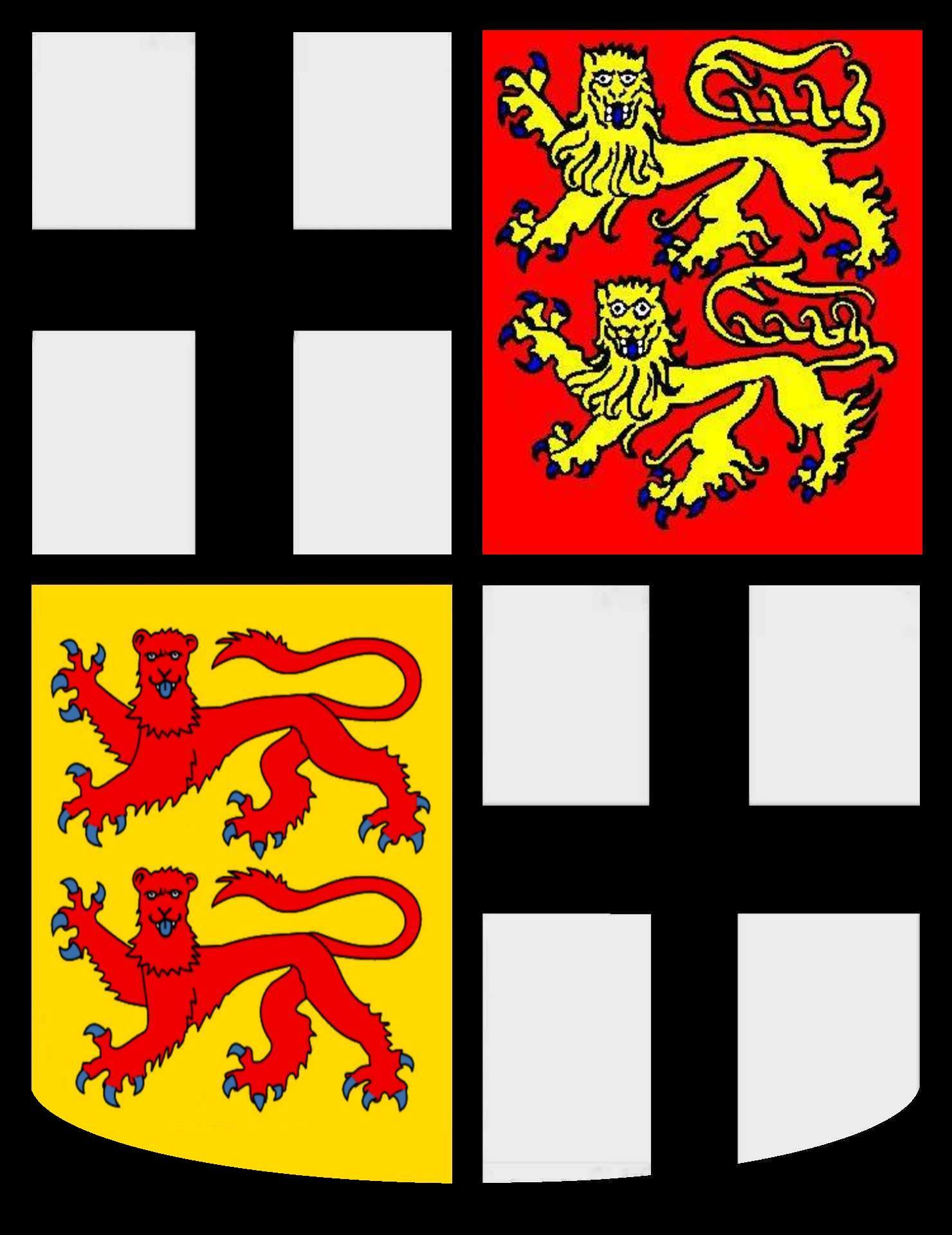
Wappen Heinrich V. von Weilnau, Fürstabt von Fulda 1288–1313

Heinrich V., Graf von Weilnau, war 1288 bis 1313 Fürstabt des Klosters Fulda.

## Leben
Seine Amtszeit war mehr politisch denn kirchlich orientiert. Er war Berater der Könige Rudolf I., Adolf, Albrecht I. und Heinrich VII. Er eroberte die Burgen Ebersberg, Ürzell (bei Steinau an der Straße), Poppenhausen und Geisa und war in Fehden mit den Herren von Buchenau und Riedesel sowie den Landgrafen von Hessen verwickelt.
1290 setzte er Berthold von Buchenau als Burgmann auf Burg Fürsteneck ein.
1293 berief er ein Generalkapitel aller Benediktineräbte Deutschlands nach Fulda ein.
Ab 1294 ließ er die neue Abtsburg zwischen Stiftsgebiet und Stadt an der Stelle des heutigen Stadtschlosses bauen. Auch die unter seinem Vorgänger Markward II. von Bickenbach abgebrannte Stiftskirche ließ er wieder aufbauen.
Um 1300 lebten in seinem Kloster noch 58 Mönche.